# هيرو مصطفى
هيرو قادر مصطفى غارغ سياسية ودبلوماسية أمريكية من مواليد 1973، عينت في نوفمبر 2023، سفيرًا للولايات المتحدة الأمريكية بالقاهرة، وسبق لها أن كانت سفيرًا للولايات المتحدة ببلغاريا من أكتوبر 2019 وحتى مارس 2023.

## النشأة والتعليم
ولدت هيرو مصطفى في أربيل، في إقليم كردستان العراق، لعائلة كردية وأمضت عامين من طفولتها في مخيم للاجئين نشأت السفيرة الأمريكية في داكوتا الشمالية. وقصتها العائلية اصبحت موضوع الفيلم الوثائقي American Herro , وفي عام 2021 تم تكريمها من قبل مؤسسة كارنيجي كواحدة من أعظم المهاجرين إلى أمريكا. وقد حصلت على درجة البكالوريوس من كلية الخدمة الخارجية بجامعة جورج تاون ودرجة الماجستير من جامعة برينستون. كما انها متزوجة ولديها طفلان، تتحدث الإنجليزية والكردية والعربية والتركية والإسبانية واليونانية.

## الحياة المهنية
بعد التخرج، أدارت منظمة غير حكومية للدراسات الكردية في الولايات المتحدة، وسافرت إلى البوسنة للإشراف على انتخابات المحافظات وعملت كمحرر أول لمركز الإمارات للدراسات والبحوث الاستراتيجية في أبو ظبي، الإمارات العربية المتحدة.
انضمت هيرو مصطفى إلى وزارة الخارجية الأمريكية في عام 1999، وعملت في أثينا (كمسؤول سياسي لحقوق الإنسان والاتجار)، وبيروت (كمسؤول قنصلي)، وواشنطن العاصمة (كمسؤول مكتب إيران في مجلس الأمن القومي)، والمساعد الخاص لوزيرة الخارجية كونداليزا رايز ووكيل وزارة الخارجية للشؤون السياسية والعراق (كمنسق سلطة التحالف المؤقتة لنينوى تحت قيادة بول بريمر).
كما شغلت السفيرة هيرو مصطفى في السابق منصب القائم بأعمال السفير في سفارة الولايات المتحدة في لشبونة، البرتغال ومنصب المستشارة الوزيرة للشؤون السياسية في سفارة الولايات المتحدة في نيودلهي، الهند. وقد عملت مصطفى في مكتب نائب الرئيس للقضايا المتعلقة بالشرق الأوسط وجنوب ووسط آسيا. أما مهامها الأخرى في واشنطن شملت منصبها كنائبة مدير مكتب أفغانستان؛ مستشارة لشؤون الشرق الأوسط في مكتب وكيل الوزارة للشؤون السياسية؛ مديرة شؤون إيران، الشؤون الإسرائيلية-الفلسطينية، والأردن في مجلس الأمن القومي؛ ومديرة مجلس الأمن القومي في العراق وأفغانستان.
اما مناصبها الخارجية فتشمل: المنسق المدني الأمريكي الرئيسي في الموصل، العراق؛ موظف قنصلي في بيروت، لبنان؛ ومسؤول سياسي في أثينا، اليونان. كما حصلت على جائزة الرتبة الرئاسية لعام ٢٠٢٣، وثلاث جوائز للأداء الرفيع في الخدمة الخارجية، والعديد من جوائز الشرف العليا، وجائزة ماتيلدا دبليو سنكلير للتفوق في لغة أجنبية.
تم تعيينها سفيرا للولايات المتحدة بالقاهرة في نوفمبر 2023.